# Walnut (Iowa)
Walnut es una ciudad ubicada en el condado de Pottawattamie en el estado estadounidense de Iowa. En el Censo de 2010 tenía una población de 785 habitantes y una densidad poblacional de 140,78 personas por km².

## Geografía
Walnut se encuentra ubicada en las coordenadas 41°29′19″N 95°13′14″O / 41.48861, -95.22056. Según la Oficina del Censo de los Estados Unidos, Walnut tiene una superficie total de 5.58 km², de la cual 5.58 km² corresponden a tierra firme y (0%) 0 km² es agua.

## Demografía
Según el censo de 2010, había 785 personas residiendo en Walnut. La densidad de población era de 140,78 hab./km². De los 785 habitantes, Walnut estaba compuesto por el 96.94% blancos, el 1.02% eran afroamericanos, el 0% eran amerindios, el 0.76% eran asiáticos, el 0% eran isleños del Pacífico, el 0.38% eran de otras razas y el 0.89% pertenecían a dos o más razas. Del total de la población el 1.4% eran hispanos o latinos de cualquier raza.